# Ashton Kutcher

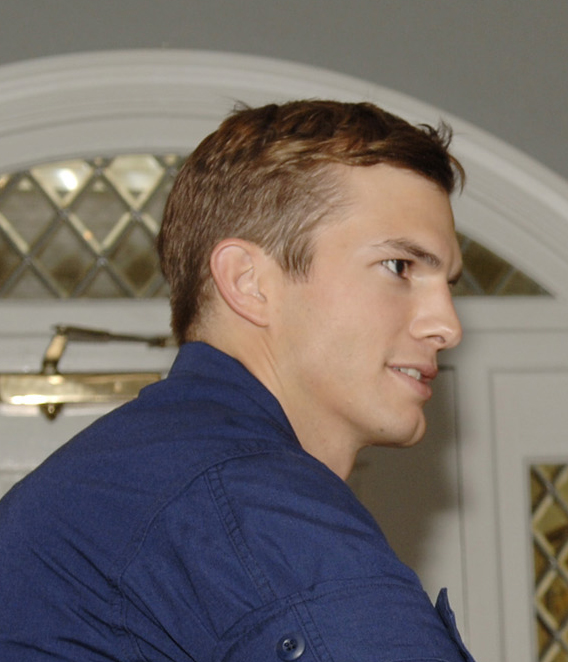
Ashton Kutcher 2006.

Christopher Ashton Kutcher, född 7 februari 1978 i Cedar Rapids, Iowa, är en amerikansk skådespelare, programledare, fotomodell och filmproducent.

## Biografi
Ashton Kutcher föddes i Cedar Rapids, Iowa som son till Diane (ogift Finnegan), anställd vid Procter & Gamble, och Larry M. Kutcher, fabriksarbetare. Hans far är av tjeckisk härkomst, medan hans mor är av tjeckisk, tysk och irländsk härkomst. Kutcher uppfostrades i en "relativt konservativ" katolsk familj. Han har en äldre syster som heter Tausha och en tvillingbror som heter Michael, som genomgick en hjärttransplantation när de var barn. Michael lider även av cerebral pares och är talesman för intresseorganisationen Reaching for the Stars.
Kutcher deltog vid IMTA-tävlingen (förlorade mot Josh Duhamel) 1998, och skrev senare kontrakt med modellagenturen Calvin Klein och modellerade i Paris och Milano. Kutchers karriär började med en reklamfilm för Pizza Hut och en annonskampanj för CK Jeans. Efter sin framgång som modell flyttade Kutcher till Los Angeles efter sin första audition, som Michael Kelso i tv-serien That '70s Show, från 1998 till 2006. Han har även producerat och medverkat i MTV:s practical joke-program Punk'd.
Från hösten 2011 ersatte han Charlie Sheens rollkaraktär Charlie Harper med rollen som Walden Schmidt i TV-serien 2 1/2 män. Kutcher var i början av 2014 världens högst betalda TV-skådespelare med en lön på 800 000$ per avsnitt av 2 1/2 män.[källa behövs]

## Privatliv
2005 gifte sig Kutcher med skådespelerskan Demi Moore. Paret separerade i november 2011 och skilsmässan gick igenom två år senare, i november 2013. Sedan 2012 har Kutcher en relation med Mila Kunis som han tidigare spelade mot i That 70's Show. Paret förlovade sig i februari 2014 och den 1 oktober 2014 föddes deras dotter. De gifte sig i juli 2015. Den 30 november 2016 fick paret sitt andra barn, en son.

## Filmografi

### Skådespelare
| År        | Film                         | Roll                 | Noter       |
| --------- | ---------------------------- | -------------------- | ----------- |
| 1998-2006 | That '70s Show               | Michael Kelso        | 180 program |
| 1999      | Coming Soon                  | Louie                |             |
| 2000      | Down to You                  | Jim Morrison         |             |
| 2000      | Reindeer Games               | College Kid          |             |
| 2000      | Dude, Where's My Car?        | Jesse Montgomery III |             |
| 2001      | Just Shoot Me!               | Dean Cassidy         | 1 program   |
| 2001      | Texas Rangers                | George Durham        |             |
| 2002      | Grounded for Life            | Cousin Scott         | 1 program   |
| 2003-2007 | Punk'd                       | Värd                 |             |
| 2003      | Smekmånaden                  | Tom Leezak           |             |
| 2003      | My Boss's Daughter           | Tom Stansfield       |             |
| 2003      | Fullt hus                    | Hank                 | Mindre roll |
| 2004      | The Butterfly Effect         | Evan Treborn         |             |
| 2005      | Guess Who                    | Simon Green          |             |
| 2005      | A Lot Like Love              | Oliver Martin        |             |
| 2005      | Robot Chicken                | Flera röster         |             |
| 2006      | Bobby                        | Fisher               |             |
| 2006      | The Guardian                 | Jake Fischer         |             |
| 2006      | Boog & Elliot - Vilda vänner | Elliot               | Röst        |
| 2008      | Miss Guided                  | Beaux                | 1 program   |
| 2008      | What Happens in Vegas...     | Jack Fuller          |             |
| 2009      | L.A. Gigolo                  | Nikki Harper         |             |
| 2009      | Personal Effects             | Andrew Wakefield     |             |
| 2010      | Valentine's Day              | Reed Bennet          |             |
| 2010      | Killers                      | Spencer Aimes        |             |
| 2011      | No Strings Attached          | Adam                 |             |
| 2011      | New Year's Eve               | Randy                |             |
| 2011-2014 | 2 1/2 män                    | Walden Schmidt       |             |
| 2012-2013 | Jobs                         | Steve Jobs           |             |
| 2016      | The Ranch                    | Colt Bennett         |             |

### Datorspel
- Surf's Up Quiz Game som Cody (röst)
- Open Season Game som Elliot (röst)

### Producent

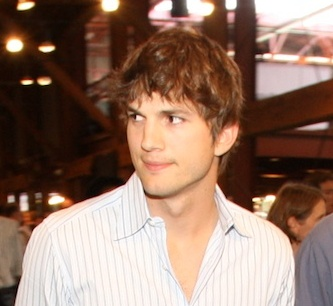
Ashton Kutcher 2008.

- 2003: Punk'd (64 avsnitt) (exekutiv producent)
- 2003: My Boss's Daughter (filmproducent)
- 2004: The Butterfly Effect (exekutiv producent)
- 2004: You've Got a Friend (8 avsnitt) (exekutiv producent)
- 2006: Beauty and the Geek (36 avsnitt) (exekutiv producent)
- 2007: Adventures in Hollyhood (8 avsnitt) (exekutiv producent)
- 2007: Miss Guided (exekutiv producent)
- 2007: Game Show in My Head (exekutiv producent)
- 2007: The Real Wedding Crashers (7 avsnitt) (exekutiv producent)
- 2007: Room 401 (8 avsnitt) (exekutiv producent)
- 2008: Pop Fiction (exekutiv producent)
- 2009: L.A. Gigolo (producent)

## Priser och utmärkelser
2009: digital 25, for co-founding Katalyst Media
- Kids' Choice Awards
  - 2004 - Favoritskådespelare i film i Just Married, My Boss's Daughter och Cheaper by the Dozen - Nominerad
  - 2005 - Favoritskådespelare i TV i That '70s Show and Punk'd - Nominerad
  - 2007 - Favoritröst i tecknat program - Nominerad
  - 2004 - Favoritskådespelare i TV i That '70s Show och Punk'd
- Las Vegas Film Critics Society Award
  - 2000 - Sierra Award som bästa manliga nykomling i Dude, Where's My Car? - Nominerad
- MTV Movie Awards
  - 2001 - Genomslående manligt utförande i filmen Dude, Where's My Car? - Nominerad